# Мерземагомедов, Ибрагим Рамизович
Ибрагим Рамизович Мерземагомедов (род. 15 июня 1988) — российский футболист.
В сезоне 2006/07 выступал за азербайджанский клуб «Шахдаг» Кусары, за который в премьер-лиге провёл 11 матчей. В 2009 году выступал за любительский клуб «Леки» из Магарамкента в ЛФЛ 3-го дивизиона России зоны ЮФО-СКФО.